# Дембно-Попробощовське
Дембно-Попробощовське (пол. Dębno Poproboszczowskie, нім. Bischofseichen) — село в Польщі, у гміні Баб'як Кольського повіту Великопольського воєводства.
Населення — 203 особи (2011).
У 1975-1998 роках село належало до Конінського воєводства.

## Демографія
Демографічна структура станом на 31 березня 2011 року:
|          | Загалом | Допрацездатний вік | Працездатний вік | Постпрацездатний вік |
| -------- | ------- | ------------------ | ---------------- | -------------------- |
| Чоловіки | 99      | 26                 | 65               | 8                    |
| Жінки    | 104     | 21                 | 60               | 23                   |
| Разом    | 203     | 47                 | 125              | 31                   |